# Josephus Lyles
Josephus Lyles (Gainesville, Estados Unidos, 22 de julio de 1998) es un atleta estadounidense especializado en la prueba de 400 m, en la que consiguió ser subcampeón mundial juvenil en 2015.

## Carrera deportiva
En el Campeonato Mundial Juvenil de Atletismo de 2015 ganó la medalla de bronce en los 200 metros, llegando a meta en un tiempo de 20.74 segundos, tras el japonés Abdul Hakim Sani Brown (oro con 20.34 segundos) y el sudafricano Kyle Appel. También ganó la plata en los 400 metros, con un tiempo de 45.46 segundos, tras el jamaicano Christopher Taylor (oro con 45.27 segundos).